# جيمس هيوز (لاعب هوكي جليد)
جيمس هيوز هو لاعب هوكي جليد كندي، ولد في 12 مايو 1906، وتوفي في 4 يناير 1983.

## وصلات خارجية
- جيمس هيوز على موقع دوري الهوكي الوطني (الإنجليزية)
- جيمس هيوز على موقع EliteProspects.com (الإنجليزية)
- جيمس هيوز على موقع HockeyDB.com (الإنجليزية)
- جيمس هيوز على موقع Hockey-Reference.com (الإنجليزية)